# K.P.E.V.

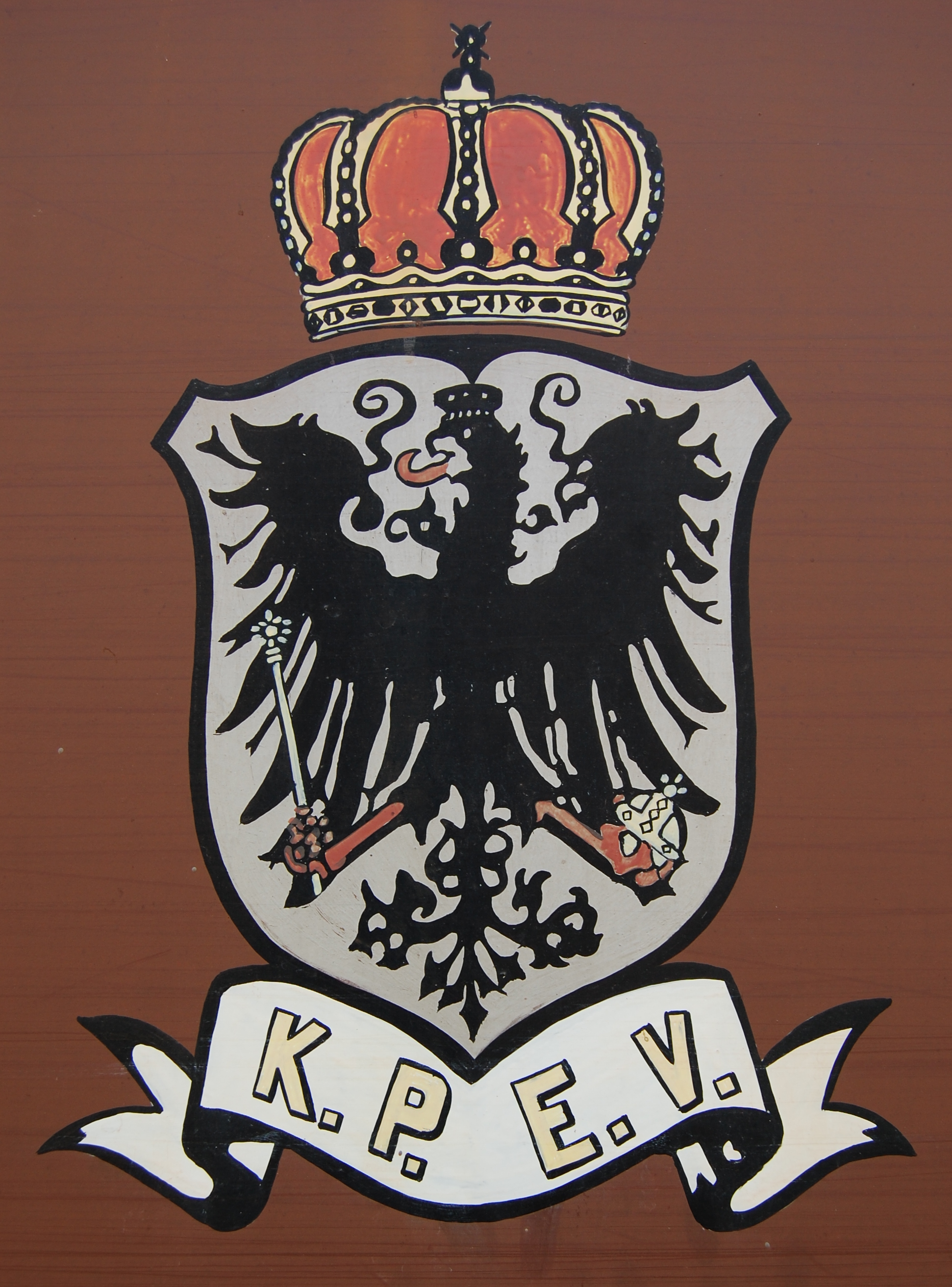
Герб K.P.E.V. на борту багажного вагона

K.P.E.V. или KPEV — "Королевские прусское управление железных дорог" (нем. "Königlich Preußische Eisenbahn-Verwaltung") - распространенное в среде любителей истории железных дорог сокращение для Прусской государственной железной дороги (Königlich Preußische Staatseisenbahnen, K.P.St.E. )
Отдельные крупные железнодорожные управления Пруссии были подчинены непосредственно Министерству общественного хозяйства. Организации с названием "Королевские прусское управление железных дорог" официально никогда не существовало, однако термин получил широкое распространение в 1970-х годах среди интересующихся историей немецких железных дорог и используется поныне. Под данным термином понимается Прусская государственная железная дорога (K.P.St.E.), хотя употребление данного сокращения в действительности некорректно.
Сокращение "KPEV" и герб с орлом впервые были использованы Кёльнским железнодорожным управлением после его организации в 1880 году, первоначально употреблялись как клеймо на крышках буксовых узлов. В 1920 г. в §52 на стр. 23 в "Руководстве по работе проводников и тормозных кондукторов" уже упоминается нанесение сокращения KPEV и герба для атрибуции вагонов, принадлежащих региональным подразделениям, которые входят в P.St.E. (см. выше), с указанием на другой части вагона также конкретного регионального подразделения (по имени региона, к примеру, Альтона или Бреслау), и в качестве нового способа рекомендуется также указание сокращения "P.St.E.V" (Preußische Staatseisenbahnverwaltung - Прусское государственное управление железных дорог), использовавшееся после отречения Вильгельма II до момента объединения региональных железных дорог Германии.
Сокращение и герб K.P.E.V. использовались также на различных объектах инфраструктуры, включая здания и искусственные сооружения.